# سيمون ستون
سيمون ستون (بالإنجليزية: Simon Stone)‏ هو كاتب أسترالي، ولد في 19 أغسطس 1984 في بازل في سويسرا.

## وصلات خارجية
- سيمون ستون على موقع IMDb (الإنجليزية)
- سيمون ستون على موقع مونزينجر (الألمانية)
- سيمون ستون على موقع ألو سيني (الفرنسية)
- سيمون ستون على موقع أول موفي (الإنجليزية)
- سيمون ستون على موقع قاعدة بيانات الأفلام السويدية (السويدية)
- سيمون ستون على موقع قاعدة بيانات الفيلم (الإنجليزية)
- سيمون ستون على موقع كينوبويسك (الروسية)